# Calophya floricola
Calophya floricola är en insektsart som beskrevs av Burckhardt 2000. Calophya floricola ingår i släktet Calophya och familjen Calophyidae. Inga underarter finns listade i Catalogue of Life.